# 音別駅
音別駅（おんべつえき）は、北海道釧路市音別町本町（もとまち）1丁目にある北海道旅客鉄道（JR北海道）・日本貨物鉄道（JR貨物）根室本線の駅である。電報略号はオン。事務管理コードは▲110430。駅番号はK45。

## 歴史

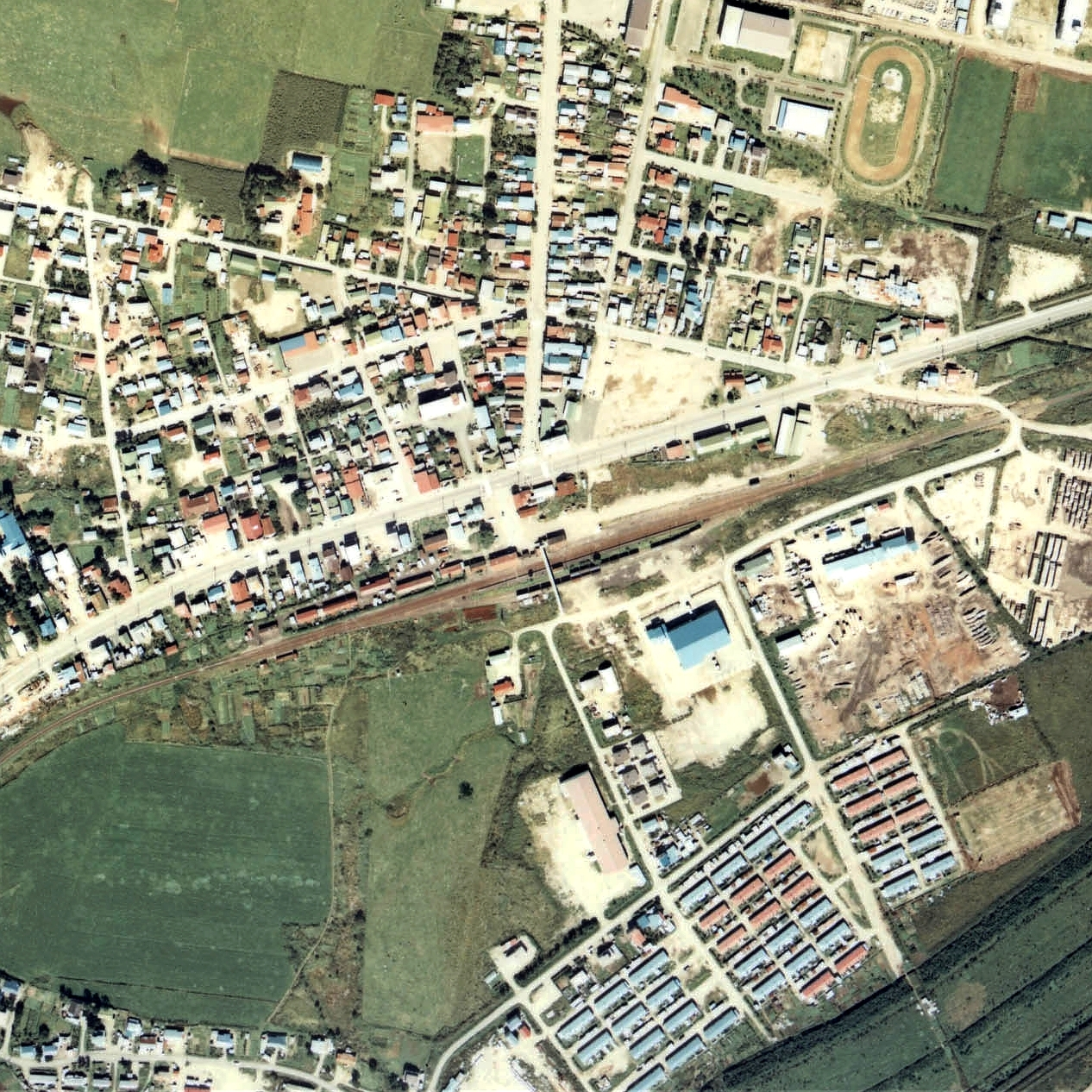
1977年の音別駅と周囲約750m範囲。右が根室方面。

- 1903年（明治36年）3月1日：北海道官設鉄道釧路線の駅として開業[1]。一般駅[1]。
- 1905年（明治38年）4月1日：官設鉄道に移管[1]。
- 大正年間：川西地区の田部ノ沢から当駅西側土場の引込線まで、三菱商事が木材運搬のための馬車軌道を敷設運用[3]。
- 1945年（昭和20年）7月14日：空襲により構内大破[4]。
- 1970年（昭和45年）：駅裏への跨線人道橋設置[4]。
- 1984年（昭和59年）2月1日：荷物・車扱貨物の取扱を廃止[1]。コンテナ貨物の取扱を開始[1]。
- 1987年（昭和62年）4月1日：国鉄分割民営化により、北海道旅客鉄道（JR北海道）・日本貨物鉄道（JR貨物）の駅となる[1]。
- 1995年（平成7年）度：石勝線・根室線高速化工事に伴い同年度に分岐器を弾性分岐器に交換[5]。
- 1999年（平成11年）4月1日：当直勤務を廃止。営業時間が6時40分から17時00分までに短縮。配置社員が7名から4名となる。
- 2003年（平成15年）4月1日：営業時間を7時00分から15時00分までに短縮。配置社員が4名から2名となる。
- 2008年（平成20年）8月31日：特急「まりも」の最終運行日（当駅には、札幌行きが8月31日、釧路行きが9月1日に停車）。これにより、当駅唯一停車の優等列車が消滅。
- 2019年（平成31年）3月16日：貨物取り扱いを廃止[6]。
- 2021年（令和3年）3月13日：前日を持ってみどりの窓口の営業を終了し、この日より終日無人駅となる[JR 3][JR 1][JR 2][新聞 1]。

### 駅名の由来
所在地名（旧町名）より。アイヌ語の「オムペッ」（川尻・塞がる・川）に由来するとされる。

## 駅構造
2面2線の相対式ホームを有する地上駅。ホーム同士は、中央の構内踏切で結ばれている。上下線ともに駅舎側の本線である1番線を使用し、行き違いがある場合のみ副本線の2番線を使用する。

### のりば
| 番線 | 路線      | 方向 | 行先           |
| ---- | --------- | ---- | -------------- |
| 1・2 | ■根室本線 | 下り | 釧路方面       |
| 1・2 | ■根室本線 | 上り | 帯広・新得方面 |

かつて停車した夜行特急「まりも」が廃止されたため、現在は普通列車のみ停車する。当駅始発の釧路行きが3本、釧路発当駅止まりが2本設定されている。

## 貨物駅
2019年に取り扱いを終了したJR貨物の駅は旅客駅南側にあり、1面1線のコンテナホーム（全長約200メートル）がある。荷役線のほか1本の側線もある。荷役線・側線の両端は本線から分岐しているが、着発線にはなっていない。
当駅はコンテナ貨物の取扱駅で、12フィートコンテナのみを取り扱っていた。専用線はなく、主に大塚製薬工場釧路工場から出荷される清涼飲料水を取り扱っていた。
廃止直前まで、1日2回の貨物列車入換作業が行われていたが、出荷量が2012年度から半減していたことから、2019年3月16日ダイヤ改正において貨物取り扱いが廃止された。しかし釧路市はJR貨物に対して再開を求めて協議する方針で、JR貨物側も廃止届の提出を当面見合わせている。

## 利用状況

### 旅客
「釧路市統計書」によると、近年の年間乗車人員の推移は下記のとおりである。
| 年度               | 乗車人員 （百人） | 乗車人員 （百人） | 乗車人員 （一日平均） | 出典   |
| 年度               | 普通              | 定期              | 乗車人員 （一日平均） | 出典   |
| ------------------ | ----------------- | ----------------- | --------------------- | ------ |
| 2006年（平成18年） | 108               | 342               | 123                   | [ 8 ]  |
| 2007年（平成19年） | 89                | 265               | 97                    | [ 8 ]  |
| 2008年（平成20年） | 93                | 254               | 95                    | [ 8 ]  |
| 2009年（平成21年） | 84                | 223               | 84                    | [ 8 ]  |
| 2010年（平成22年） | 77                | 229               | 84                    | [ 8 ]  |
| 2011年（平成23年） | 83                | 200               | 77                    | [ 9 ]  |
| 2012年（平成24年） | 68                | 183               | 69                    | [ 10 ] |
| 2013年（平成25年） | 62                | 131               | 53                    | [ 10 ] |
| 2014年（平成26年） | 46                | 149               | 53                    | [ 10 ] |
| 2015年（平成27年） | 45                | 117               | 44                    | [ 10 ] |
| 2016年（平成28年） | 36                | 105               | 39                    | [ 10 ] |
| 2017年（平成29年） | 43                | 85                | 35                    | [ 11 ] |
| 2018年（平成30年） | 40                | 98                | 38                    | [ 12 ] |
| 2019年（令和元年） | 37                | 106               | 39                    | [ 13 ] |

### 貨物
「釧路市統計書」によると、近年の貨物発着の推移は下記のとおりである。
| 年度               | 年間貨物トン数 | 年間貨物トン数 | 出典   |
| 年度               | 発送           | 到着           | 出典   |
| ------------------ | -------------- | -------------- | ------ |
| 2006年（平成18年） | 21,606         | 8,270          | [ 8 ]  |
| 2007年（平成19年） | 25,013         | 9,800          | [ 8 ]  |
| 2008年（平成20年） | 22,651         | 9,055          | [ 8 ]  |
| 2009年（平成21年） | 19,310         | 8,630          | [ 8 ]  |
| 2010年（平成22年） | 23,165         | 8,910          | [ 8 ]  |
| 2011年（平成23年） | 28,407         | 9,725          | [ 9 ]  |
| 2012年（平成24年） | 30,457         | 9,210          | [ 10 ] |
| 2013年（平成25年） | 29,434         | 9,551          | [ 10 ] |
| 2014年（平成26年） | 24,577         | 9,182          | [ 10 ] |
| 2015年（平成27年） | 22,030         | 10,495         | [ 10 ] |
| 2016年（平成28年） | 16,634         | 9,270          | [ 10 ] |
| 2017年（平成29年） | 18,081         | 7,885          | [ 11 ] |
| 2018年（平成30年） | 14,806         | 4,760          | [ 12 ] |

## 駅周辺
- 北海道道241号本流音別停車場線
- 国道38号
- 釧路市役所音別町行政センター（旧・音別町役場）
- 釧路警察署音別駐在所
- 音別郵便局
- 大地みらい信用金庫 音別支店
- 釧路丹頂農業協同組合（JAくしろ丹頂）音別支所
- 日本通運釧路支店大塚事業所
- 大塚製薬工場釧路工場
- 大塚食品釧路工場
- エコパワーJP釧路音別太陽光発電所
- 音別町文化会館
- 音別町ふれあい図書館
- くしろバス「音別駅前」・「音別」停留所

## 隣の駅
北海道旅客鉄道（JR北海道）
■根室本線
厚内駅 (K42) - （直別信号場） - （尺別信号場） - 音別駅 (K45) - *（波若信号場） - （古瀬信号場） - 白糠駅 (K47)
*:打消線は廃止信号場（波若信号場廃止時点では古瀬信号場が未開業）

## バス路線
・白音線 音別駅前~白糠駅方面[くしろバス]　平日のみ運行(一日三便)
・スターライト釧路号　現在は停車しない(2025年2月現在)